# 安德烈-路易·德比埃尔内
安德烈-路易·德比埃尔内（法語：André-Louis Debierne，1874年7月14日——1949年8月31日）， 法国化学家，被认为是锕元素的发现者
德比埃尔内入读巴黎高等物理化工学院。他是查尔斯·弗里德尔的学生，与皮埃尔·居里和玛丽·居里有很好的私交，并参与居里夫妇的研究工作。1899年，他在玛丽开创的沥青铀矿的研究中，发现了放射性元素锕。
皮埃尔1906年去世后，德比埃尔内协助玛丽继续研究工作，并参与她的教学工作。
1910年，他和玛丽制备出明显数量的金属态的镭。他们没有已金属形态将其保存，他们向科学界展示了镭元素有金属态之后，重新将其转化为化合物，继续他们的研究。